# Amazio di Reims
Amazio (lat. Amatius) o Amando (lat. Amandus) (fl. IV secolo) fu il terzo vescovo di Reims. È venerato come santo dalla Chiesa cattolica.